# Jaroszyński

Wappengemeinschaft Korczak I

Wappengemeinschaft Korczak II

Jaroszyński ist der Name eines polnischen Adelsgeschlechtes, das 1629 mit einem Dymitr, Besitzer des Gutes Jaroszynice (in Podolien), erstmals erscheint. Fedor (Teodor) Jaroszyński wurde 1674 in den polnischen Adel erhoben.

## Geschichte
Die Familie war Anfang des 17. Jahrhunderts Besitzer der Güter Jaroszynice und Uhluwki in den Gebieten Podolien und Wolynien. Fedor Jaroszyński wurde 1674 in den polnischen Adel erhoben und die Familie in den Wappenstamm Korczak aufgenommen. Im 18. Jahrhundert erweiterte die Familie ihren westukrainischen Besitz um die Güter Olizarowa, Maryanówka, Krzywe Jezioro, Żerdynówki, Kuny, Tywrowa sowie Dzwonichy. Vertreter der Familie waren bis zum Ende der polnischen Wahlmonarchie Starosten in Wyszogród und Wyszodrowice sowie Marschälle der Schlachta von Bracław und Hajsyńskie. Die Gebrüder Antoni (1762–1830), Wincent (1763–1815) und Czesław Jaroszyński (1768–1848) waren seit 1792 Ritter des Sankt-Stanislaus-Orden.
Nach der letzten polnischen Teilung, mit der die polnischen Teile der Ukraine an Russland fielen, standen einige Angehörige der Familie als Adelsmarschälle der Schlachta von Mogiljow und Bracław in Diensten des russischen Zaren. Oktawian Jaroszyński († 1882) war Kammerherr am russischen Hof und Marschall der Schlachta von Westkiew.
Zygmunt Marian (Sigismund Marian) und Bernard KJan (Bernhard Johann) erhielten am 18. Juni 1884 eine Bestätigung des polnischen Adels als österreichischen Adel mit „Edler von Jaroszynski“ und dem Wappen Korczak odmieny.

## Familienmitglieder
- Severin von Jaroszynski (1789–1827), polnischer Adliger, der wegen Raubmordes an Johann Conrad Blank hingerichtet wurde
- Cecylia Jaroszyńska (1906–1962), Ehefrau von Edward Graf Raczyński (1891–1993), polnischer Diplomat, Kunstmäzen sowie späterer polnischer Exilpräsident in London
- Stanislaus von Jaroszynski (1869–1935), k.u.k. Leutnant der Kavallerie, Teilnehmer des Distanzritt 1892 Wien-Berlin, Rittergutsbesitzer auf Maltsch (Oder)

## Wappen
Das Adelsgeschlecht gehört der Wappengemeinschaft Korczak odmienny an und zeigt in Rot drei Querbalken, von denen der Oberste der größte und der Unterste der kleinste ist. Darüber liegt ein gestürzter silberner (oder goldener) Pfeil, dessen Spitze am untersten Balken endet. Auf dem Helm befinden sich drei Straußenfedern in Gold, Blau und Rot.